# Big Time Rush Live: Walmart Soundcheck
Big Time Rush Live: Walmart Soundcheck es el primer álbum en vivo de la banda estadounidense Big Time Rush, presentado por la cadena de almacenes estadounidense Walmart y lanzado el 8 de noviembre de 2010. Este álbum contiene varias de las canciones éxito de la Banda como Til' I forget About You, Famous, City Is Ours, entre otras. Estas canciones también salen en la serie de televisión. Este álbum sirve como un abrebocas del primer álbum de estudio de la banda que se lanzó ese año, B.T.R. Además de las canciones también contiene una entrevista exclusiva con Walmart acerca de su experiencia como grupo musical y también hablan acerca de la serie de televisión Big Time Rush, que ellos protagonizan.

## Lista de canciones
| Big Time Rush Live: Walmart Soundcheck |                           |          |  |
| N.º                                    | Título                    | Duración |  |
| 1.                                     | «Famous»                  | 3:06     |  |
| 2.                                     | «Til' I Forget About You» | 3:57     |  |
| 3.                                     | «City Is Ours»            | 3:13     |  |
| 4.                                     | «Big Time Rush»           | 3:17     |  |
| 5.                                     | «Big Night»               | 3:21     |  |
| 16:14                                  |                           |          |  |